# Viola (Delaware)
Viola je gradić u američkoj saveznoj državi Delaware. Prema popisu stanovništva iz 2010. u njemu je živjelo 157 stanovnika.